# Louder Than Concorde Tour
Die Louder Than Concorde Tour … but not quite as pretty (dt.: Lauter als die Concorde … aber nicht ganz so schön) war eine Tournee durch Großbritannien und Nordamerika, die der britische Musiker und Komponist Elton John zur Verkaufsförderung seines zehnten Studioalbums Rock of the Westies unternahm. Im Verlauf der Tournee trat John in 62 Konzerten in Großbritannien und Nordamerika auf.

## Tournee
Im Januar 1976 nahm das Überschall-Passagierflugzeug Concorde den Linienverkehr auf. Allerdings war der amerikanische Verkehrsminister von Bürgern aufgefordert worden, der Concorde in den USA keine Landerechte zu erteilen. Einer der genannten Gründe dafür war, die Concorde sei zu laut.
Der Name der Tournee Louder Than Concorde … but not quite as pretty entsprang einer Witzelei von Prinzessin Margaret. John befand sich auf Konzertreise in Großbritannien, als er für einen privaten Auftritt auf königliches Geheiß gebucht wurde. Nach seinem Auftritt erwähnte die Prinzessin ihm gegenüber „This tour of yours sounds as if it'll be louder than Concorde“ (dt.: Es klingt so als wäre deine Tournee lauter als die Concorde). Passend zu Johns Humor übernahm er die Phrase und durfte trotzdem in den USA auftreten.

## Tourneetermine
| Datum           | Stadt            | Land                   | Veranstaltungsort             |
| Europa          | Europa           | Europa                 | Europa                        |
| --------------- | ---------------- | ---------------------- | ----------------------------- |
| 29. April 1976  | Leeds            | Vereinigtes Konigreich | Leeds Grand                   |
| 30. April 1976  | Leeds            | Vereinigtes Konigreich | Leeds Grand                   |
| 1. Mai 1976     | Manchester       | Vereinigtes Konigreich | Manchester Bellevue           |
| 2. Mai 1976     | Preston          | Vereinigtes Konigreich | Preston Guildhall             |
| 3. Mai 1976     | Liverpool        | Vereinigtes Konigreich | Liverpool Empire Theatre      |
| 4. Mai 1976     | Liverpool        | Vereinigtes Konigreich | Liverpool Empire Theatre      |
| 5. Mai 1976     | Leicester        | Vereinigtes Konigreich | De Montfort Hall              |
| 6. Mai 1976     | Henley-on-Thames | Vereinigtes Konigreich | Victoria Hall, Stoke-on-Trent |
| 7. Mai 1976     | Wolverhampton    | Vereinigtes Konigreich | Wolverhampton Civic Hall      |
| 9. Mai 1976     | Croydon          | Vereinigtes Konigreich | Farfield Hall                 |
| 11. Mai 1976    | London           | Vereinigtes Konigreich | Earls Court Exhibition Centre |
| 12. Mai 1976    | London           | Vereinigtes Konigreich | Earls Court Exhibition Centre |
| 13. Mai 1976    | London           | Vereinigtes Konigreich | Earls Court Exhibition Centre |
| 14. Mai 1976    | Watford          | Vereinigtes Konigreich | Watford Baileys               |
| 16. Mai 1976    | Birmingham       | Vereinigtes Konigreich | Birmingham Odeon              |
| 17. Mai 1976    | Birmingham       | Vereinigtes Konigreich | Birmingham Odeon              |
| 18. Mai 1976    | Sheffield        | Vereinigtes Konigreich | Sheffield City Hall           |
| 20. Mai 1976    | Newcastle        | Vereinigtes Konigreich | Newcastle City Hall           |
| 21. Mai 1976    | Edinburgh        | Vereinigtes Konigreich | Edinburgh Ulster Hall         |
| 22. Mai 1976    | Dundee           | Vereinigtes Konigreich | Caird Hall                    |
| 24. Mai 1976    | Glasgow          | Vereinigtes Konigreich | The Apollo (Glasgow)          |
| 25. Mai 1976    | Glasgow          | Vereinigtes Konigreich | The Apollo (Glasgow)          |
| 27. Mai 1976    | Coventry         | Vereinigtes Konigreich | New Theatre Oxford            |
| 28. Mai 1976    | Coventry         | Vereinigtes Konigreich | New Theatre Oxford            |
| 29. Mai 1976    | Southampton      | Vereinigtes Konigreich | Gaumont Theatre               |
| 30. Mai 1976    | Taunton          | Vereinigtes Konigreich | Taunton Odeon                 |
| 31. Mai 1976    | Bristol          | Vereinigtes Konigreich | Bristol Hippodrome            |
| 1. Juni 1976    | Bristol          | Vereinigtes Konigreich | Bristol Hippodrome            |
| 3. Juni 1976    | Cardiff          | Vereinigtes Konigreich | Cardiff Capitol               |
| 4. Juni 1976    | Cardiff          | Vereinigtes Konigreich | Cardiff Capitol               |
| North America   |                  |                        |                               |
| 29. Juni 1976   | Landover         | Vereinigte Staaten     | Capital Centre                |
| 30. Juni 1976   | Landover         | Vereinigte Staaten     | Capital Centre                |
| 1. Juli 1976    | Landover         | Vereinigte Staaten     | Capital Centre                |
| 4. Juli 1976    | Foxborough       | Vereinigte Staaten     | Schaefer Stadium              |
| 6. Juli 1976    | Philadelphia     | Vereinigte Staaten     | Philadelphia Spectrum         |
| 7. Juli 1976    | Philadelphia     | Vereinigte Staaten     | Philadelphia Spectrum         |
| 8. Juli 1976    | Philadelphia     | Vereinigte Staaten     | Philadelphia Spectrum         |
| 11. Juli 1976   | Pontiac          | Vereinigte Staaten     | Pontiac Silverdome            |
| 13. Juli 1976   | Greensboro       | Vereinigte Staaten     | Greensboro Coliseum           |
| 14. Juli 1976   | Charlotte        | Vereinigte Staaten     | Charlotte Coliseum            |
| 16. Juli 1976   | Atlanta          | Vereinigte Staaten     | Omni Coliseum                 |
| 18. Juli 1976   | Tuscaloosa       | Vereinigte Staaten     | Memorial Coliseum Tuscaloosa  |
| 20. Juli 1976   | Louisville       | Vereinigte Staaten     | Freedom Hall                  |
| 21. Juli 1976   | Indianapolis     | Vereinigte Staaten     | Market Square Arena           |
| 24. Juli 1976   | Saint Paul       | Vereinigte Staaten     | Saint Paul Civic Center       |
| 26. Juli 1976   | Chicago          | Vereinigte Staaten     | Chicago Stadium               |
| 27. Juli 1976   | Chicago          | Vereinigte Staaten     | Chicago Stadium               |
| 28. Juli 1976   | Chicago          | Vereinigte Staaten     | Chicago Stadium               |
| 29. Juli 1976   | Chicago          | Vereinigte Staaten     | Chicago Stadium               |
| 1. August 1976  | Cleveland        | Vereinigte Staaten     | Richfield Coliseum            |
| 2. August 1976  | Cleveland        | Vereinigte Staaten     | Richfield Coliseum            |
| 3. August 1976  | Cincinnati       | Vereinigte Staaten     | Riverfront Coliseum           |
| 7. August 1976  | Buffalo          | Vereinigte Staaten     | Rich Stadium                  |
| 10. August 1976 | New York City    | Vereinigte Staaten     | Madison Square Garden         |
| 11. August 1976 | New York City    | Vereinigte Staaten     | Madison Square Garden         |
| 12. August 1976 | New York City    | Vereinigte Staaten     | Madison Square Garden         |
| 13. August 1976 | New York City    | Vereinigte Staaten     | Madison Square Garden         |
| 15. August 1976 | New York City    | Vereinigte Staaten     | Madison Square Garden         |
| 16. August 1976 | New York City    | Vereinigte Staaten     | Madison Square Garden         |
| 17. August 1976 | New York City    | Vereinigte Staaten     | Madison Square Garden         |

## Vortragsliste
1. „Grow Some Funk of Your Own“
2. „Goodbye Yellow Brick Road“
3. „Island Girl“
4. „Rocket Man“
5. „Hercules“
6. „Bennie and the Jets“
7. „Funeral for a Friend/Love Lies Bleeding“
8. „Love Song“
9. „Lucy in the Sky with Diamonds“ (The Beatles)
10. „Don't Let the Sun Go Down on Me“
11. „Empty Sky“
12. „Someone Saved My Life Tonight“
13. „Don’t Go Breaking My Heart“
14. „I‘ve Got the Music in Me“ (Kiki Dee)
15. „Philadelphia Freedom“
16. „We All Fall in Love Sometimes“
17. „Curtains“
18. „Tell Me When the Whistle Blows“

Zugabe:
1. „Saturday Night's Alright for Fighting“
2. „Your Song“
3. „Pinball Wizard“ (The Who)

## Elton-John-Band der Tournee
- Elton John – Gesang, Klavier
- Davey Johnstone – E-Gitarre, Akustische Gitarre, Begleitstimme
- Caleb Quaye – Rhythmus-Gitarre, Begleitstimme
- Kenny Passarelli – Bass-Gitarre, Begleitstimme
- Roger Pope – Schlagzeug
- James Newton Howard – Keyboards, Elektrisches Klavier, Synthesizer
- Ray Cooper – Percussion
- Cindy Bullens – Begleitstimme
- Jon Joyce – Begleitstimme
- Ken Gold – Begleitstimme